# Danh sách tập phim Kuroko – Tuyển thủ vô hình

Box art Blu-ray đầu tiên phát hành vào 27 tháng 7 năm 2012

Kuroko - Tuyển thủ vô hình là một xê-ri anime được chuyển thể từ manga của Fujimaki Tadatoshi. Loạt phim được sản xuất bởi Production I.G và đạo diễn bởi Tada Shunsuke, được bắt đầu phát sóng trên Mainichi Broadcasting System từ 7 tháng 4 năm 2012 cùng với Tokyo Metropolitan Television, Nippon BS Broadcasting và Animax bắt đầu phát sóng ở những tuần tiếp theo. Tập cuối mùa 1 phát sóng vào 22 tháng 9 năm 2012 mùa thứ hai phát sóng từ 5 tháng 10 năm 2013.. Tại Việt Nam, bộ phim được phát sóng trên kênh HTV3 vào lúc 19h thứ hai đến thứ sáu từ ngày 17/11/2017
DVD và Blu-ray đầu tiên của  xê-ri được phát hành vào 27 tháng 7 năm 2012 với mỗi DVD/Blu-ray mới tiếp theo được phát hành hàng tháng. Tính đến tháng 2012, đã có 7 DVD/Blu-ray được phát hành. Ở mùa đầu tiên xê-ri có bốn ca khúc chủ đề; hai ca khúc mở đầu và kết thúc. Ca khúc mở đầu đầu tiên là "Can Do" do GRANRODEO trình bày, ca khúc thứ hai là "RIMFIRE" cũng do ban nhạc trên trình bày. Ca khúc kết thúc đầu tiên là "Start it right away" do Hyadain trình bày và ca khúc thứ hai là "Catal Rhythm" (カタルリズム Katarurizumu) do OLDCODEX trình bày.
Ở mùa hai, GRANRODEO trình bày cho cả hai ca khúc chủ đề mở đầu: bài đầu tiên lad "The Other self", và bài thứ hai là "Ever-changing Magical Star" (変幻自在のマジカルスター Hengen Jizai no Majikarusutā),. Ca khúc kết thúc đầu tiên là "WALK" do ban nhạc OLDCODEX trình bày. Ca khúc kết thúc thứ hai là "FANTASTIC TUNE" do Ono Kenshō trình bày.

## Danh sách tập

### Mùa 1
| #    | Tên tập phim                                                                                    | Ngày phát sóng gốc  | Ngày phát sóng tiếng Việt |
| ---- | ----------------------------------------------------------------------------------------------- | ------------------- | ------------------------- |
| 1    | "Tôi là Kuroko" "Kuroko wa boku desu" (黒子はボクです)                                          | 7 tháng 4 năm 2012  | 17 tháng 11 năm 2017      |
| 2    | "Tôi nói thật đó" "Honki desu" (本気です)                                                       | 14 tháng 4 năm 2012 | 20 tháng 11 năm 2017      |
| 3    | "Sẽ tốt hơn nếu tôi không thể thắng" "Katenee gurai ga Chōdo Ii" (勝てねェぐらいがちょうどいい) | 21 tháng 4 năm 2012 | 21 tháng 11 năm 2017      |
| 4    | "Để ý đến đòn phản công!" "Gyakushū Yoroshiku!" (逆襲よろしく！)                                | 28 tháng 4 năm 2012 | 22 tháng 11 năm 2017      |
| 5    | "Môn bóng rổ của bạn" "Omae no Basuke" (おまえのバスケ)                                         | 5 tháng 5 năm 2012  | 23 tháng 11 năm 2017      |
| 6    | "Để tôi nói với cậu hai điều" "Futatsu Itte oku ze" (２つ言っておくぜ)                          | 12 tháng 5 năm 2012 | 24 tháng 11 năm 2017      |
| 7    | "Cậu sẽ thấy vài điều đáng kinh ngạc" "Sugoi mon Mireru wa yo" (すごいもん見れるわよ)           | 19 tháng 5 năm 2012 | 27 tháng 11 năm 2017      |
| 8    | "Giờ thì tôi nghĩ về điều đó" "Aratamete Omoi mashita" (改めて思いました)                       | 26 tháng 5 năm 2012 | 28 tháng 11 năm 2017      |
| 9    | "Để chiến thắng" "Katsu tame ni" (勝つために)                                                   | 2 tháng 6 năm 2012  | 29 tháng 11 năm 2017      |
| 10   | "Tôi không thể có điều đó" "Komari masu" (困ります)                                             | 9 tháng 6 năm 2012  | 30 tháng 11 năm 2017      |
| 11   | "Không phải vậy" "Sonna mon ja nee daro" (そんなもんじゃねえだろ)                               | 16 tháng 6 năm 2012 | 1 tháng 12 năm 2017       |
| 12   | "Chiến thắng là gì?" ""Shōri" tte nan desu ka" (『勝利』ってなんですか)                         | 23 tháng 6 năm 2012 | 4 tháng 12 năm 2017       |
| 13   | "Tôi tin ở cậu" "Shinjite mashita" (信じてました)                                               | 30 tháng 6 năm 2012 | 5 tháng 12 năm 2017       |
| 14   | "Cậu cũng giống như cậu ta" "Sokkuri da ne" (そっくりだね)                                      | 7 tháng 7 năm 2012  | 6 tháng 12 năm 2017       |
| 15   | "Đừng khiến tôi bật cười" "Warawasenna yo" (笑わせんなよ)                                       | 14 tháng 7 năm 2012 | 7 tháng 12 năm 2017       |
| 16   | "Xông lên" "Yarō ka" (やろーか)                                                                 | 21 tháng 7 năm 2012 | 8 tháng 12 năm 2017       |
| 17   | "Các cậu thật quái dị" "Fuzaketa Yatsu bakkari Da" (ふざけた奴ばっかりだ)                       | 28 tháng 7 năm 2012 | 11 tháng 12 năm 2017      |
| 18   | "Không" "Iya da!!" (嫌だ!!)                                                                     | 4 tháng 8 năm 2012  | 12 tháng 12 năm 2017      |
| 19   | "Tiến tới thử thách mới" "Atarashii Chōsen e" (新しい挑戦へ)                                    | 11 tháng 8 năm 2012 | 13 tháng 12 năm 2017      |
| 20   | "Tôi muốn trở nên mạnh mẽ" "Naritai ja nē yo" (なりたいじゃねーよ)                              | 18 tháng 8 năm 2012 | 14 tháng 12 năm 2017      |
| 21   | "Hãy bắt đầu" "Hajimeru wa yo" (始めるわよ)                                                     | 25 tháng 8 năm 2012 | 15 tháng 12 năm 2017      |
| 22   | "Tôi sẽ thắng dù điều đó sẽ giết chết tôi" "Shindemo Katsu ssu kedo" (死んでも勝つっスけど)     | 1 tháng 9 năm 2012  | 18 tháng 12 năm 2017      |
| 22.5 | "Mách nước" "Tip Off" (黒子のバスケ)                                                            | 22 tháng 2 năm 2013 | 19 tháng 12 năm 2017      |
| 23   | "Tôi vẫn chưa trưởng thành" "Otona ja nē yo!" (大人じゃねーよ!)                                 | 8 tháng 9 năm 2012  | 20 tháng 12 năm 2017      |
| 24   | "Đừng có hiểu lầm" "Kanchigai shitenja nē yo" (カン違いしてんじゃねーよ)                        | 15 tháng 9 năm 2012 | 21 tháng 12 năm 2017      |
| 25   | "Bóng rổ của chúng ta" "Ore to Omae no Basuke" (オレとおまえのバスケ)                           | 22 tháng 9 năm 2012 | 22 tháng 12 năm 2017      |

#### BD/DVD Bonus & Special Feature Content Mùa 1
| #   | Tên tập phim                                                        | Ngày phát hành gốc                          |
| --- | ------------------------------------------------------------------- | ------------------------------------------- |
| N/A | "Kuroko no Basuke: Oshaberi Shiyokka" (黒子のバスケ お喋りしよっか) | 21 tháng 12 năm 2012                        |
| N/A | "Kuroko no Basuke: NG-shuu" (黒子のバスケNG集)                      | 27 tháng 7 năm 2012 đến 22 tháng 3 năm 2013 |

### Mùa 2
| #    | Tên tập phim                                                                                           | Ngày phát sóng gốc   | Ngày phát sóng tiếng Việt |
| ---- | --- | -------------------- | ------------------------- |
| 26   | "Tôi chưa từng nghĩ chúng ta sẽ gặp nhau ở đây" "Konna Tokorode Au towa na" (こんな所で会うとはな)     | 6 tháng 10 năm 2013  | 25 tháng 12 năm 2017      |
| 27   | "Ở Cúp Mùa Đông" "Uintā Kappu de" (ウインターカップで)                                                 | 13 tháng 10 năm 2013 | 26 tháng 12 năm 2017      |
| 28   | "Bắt đầu" "Shidō!!!" (始動!!!)                                                                         | 20 tháng 10 năm 2013 | 27 tháng 12 năm 2017      |
| 29   | "Chỉ có một câu trả lời" "Kotae wa Hitotsu ni Kimatte iru" (答えは一つに決まっている)                  | 27 tháng 10 năm 2013 | 28 tháng 12 năm 2017      |
| 30   | "Tôi đang chờ đợi điều này" "Matteta ze" (待ってたぜ)                                                  | 3 tháng 11 năm 2013  | 29 tháng 12 năm 2017      |
| 31   | "Tôi đã vượt qua cậu từ lâu rồi" "Tō no Mukashi ni Koeteiru" (とうの昔に超えている)                    | 10 tháng 11 năm 2013 | 1 tháng 1 năm 2018        |
| 32   | "Từ bỏ" "Akiramero" (あきらめろ)                                                                       | 17 tháng 11 năm 2013 | 2 tháng 1 năm 2018        |
| 33   | "Chúng tôi là đội bóng rổ trường trung học Seirin" "Seirin Koukou Basuke-bu da!" (誠凜高校バスケ部だ!) | 24 tháng 11 năm 2013 | 3 tháng 1 năm 2018        |
| 34   | "Tôi sẽ đánh bại cậu" "Kanarazu Taosu!" (必ず倒す!)                                                    | 1 tháng 12 năm 2013  | 4 tháng 1 năm 2018        |
| 35   | "Tin tưởng" "Shinrai Da" (信頼だ)                                                                      | 8 tháng 12 năm 2013  | 5 tháng 1 năm 2018        |
| 36   | "Đừng có lố bịch như vậy" "Fuzakeruna" (ふざけるな)                                                    | 15 tháng 12 năm 2013 | 8 tháng 1 năm 2018        |
| 37   | "Tôi đang trông chờ điều đó" "Yoroshuu Tanomu wa" (よろしゅうたのむわ)                                 | 22 tháng 12 năm 2013 | 10 tháng 1 năm 2018       |
| 38   | "Rõ ràng là lúc này" "Kondo wa Mou Zettai ni" (今度はもう絶対に)                                       | 5 tháng 1 năm 2014   | 10 tháng 1 năm 2018       |
| 39   | "Nỗ lực vô ích" "Mudana Doryokuda" (ムダな努力だ)                                                      | 12 tháng 1 năm 2014  | 11 tháng 1 năm 2018       |
| 40   | "Cậu ta đang lâng lâng vui sướng" "Ureshikute Shoganai to Omoimasu" (嬉しくてしょうがないと思います)   | 19 tháng 1 năm 2014  | 12 tháng 1 năm 2018       |
| 41   | "Lần này phải thắng" "Ima Katsunnda!" (今勝つんだ！)                                                   | 26 tháng 1 năm 2014  | 15 tháng 1 năm 2018       |
| 41.5 | "Hãy thực hiện điều đó lần nữa" "Mōikkai yarimasen ka" (もう一回やりませんか)                          | 20 tháng 6 năm 2014  | 16 tháng 1 năm 2018       |
| 42   | "Tôi tin" "Shinjitemasukara" (信じてますから)                                                          | 2 tháng 2 năm 2014   | 17 tháng 1 năm 2018       |
| 43   | "Tôi sẽ không thua" "Makerukayo" (負けるかよ)                                                          | 9 tháng 2 năm 2014   | 18 tháng 1 năm 2018       |
| 44   | "Nói đi" "Oshietekudasai" (教えてください)                                                             | 16 tháng 2 năm 2014  | 19 tháng 1 năm 2018       |
| 45   | "Dĩ nhiên là không dễ dàng" "Karui mono na Hazunaidarō" (軽いものなはずないだろう)                     | 23 tháng 2 năm 2014  | 22 tháng 1 năm 2018       |
| 46   | "Cú ghi bàn đầu tiên" "Hatsutokuten!!" (初得点！！)                                                    | 1 tháng 3 năm 2014   | 23 tháng 1 năm 2018       |
| 47   | "Điều đó rất rõ ràng" "Kimatterā" (決まってらぁ)                                                       | 8 tháng 3 năm 2014   | 24 tháng 1 năm 2018       |
| 48   | "Tôi không muốn thua" "Maketakunai!" (負けたくない！)                                                  | 15 tháng 3 năm 2014  | 25 tháng 1 năm 2018       |
| 49   | "Đủ rồi" "Mō ī ya" (もういいや)                                                                        | 22 tháng 3 năm 2014  | 26 tháng 1 năm 2018       |
| 50   | "Chiến thắng" "Katsu!" (勝つ!)                                                                         | 29 tháng 3 năm 2014  | 29 tháng 1 năm 2018       |

### Mùa 3
| #    | Tên tập phim                                                                                     | Ngày phát sóng gốc   | Ngày phát sóng tiếng Việt |
| ---- | ------------------------------------------------------------------------------------------------ | -------------------- | ------------------------- |
| 51   | "Tôi chỉ cố gắng chơi hết sức mình" "Zen ryoku de yatteru dakenande" (全カでやってるだけなんで)  | 10 tháng 1 năm 2015  | 30 tháng 1 năm 2018       |
| 52   | "Nó là của tôi" "Ore no Mon Da" (オレのもんだ)                                                   | 17 tháng 1 năm 2015  | 31 tháng 1 năm 2018       |
| 53   | "Đừng có cản đường tôi" "Jama Sunja Nee yo" (ジャマすんじゃねーよ)                               | 24 tháng 1 năm 2015  | 1 tháng 2 năm 2018        |
| 54   | "Tôi sẽ nhận" "Morattokuwa" (もらっとくわ)                                                       | 31 tháng 1 năm 2015  | 2 tháng 2 năm 2018        |
| 55   | "Tôi không biết" "Watashi wa sore o mattaku shirimasen" (私はそれを全く知りません)               | 7 tháng 2 năm 2015   | 5 tháng 2 năm 2018        |
| 56   | "Tôi sẽ tặng chúng cho cậu" "Watashi wa sorera o teikyō shimasu" (私はそれらを提供します)        | 14 tháng 2 năm 2015  | 6 tháng 2 năm 2018        |
| 57   | "Tôi chỉ còn biết cười thôi" "Sore wa watashi ni warai o tsukurimasu" (それは私に笑いを作ります) | 21 tháng 2 năm 2015  | 7 tháng 2 năm 2018        |
| 58   | "Ánh sáng thật sự" "Shin no hikari" (真の光)                                                     | 28 tháng 2 năm 2015  | 8 tháng 2 năm 2018        |
| 59   | "Đừng đánh giá thấp tôi" "Namen janee" (ナメんじゃねぇ！！)                                      | 7 tháng 3 năm 2015   | 9 tháng 2 năm 2018        |
| 60   | "Để chiến thắng" "Katsu tame ni" (勝つために)                                                    | 14 tháng 3 năm 2015  | 12 tháng 2 năm 2018       |
| 61   | "Lần này phải chiến thắng" "Kondokoso" (今度こそ)                                                | 21 tháng 3 năm 2015  | 13 tháng 2 năm 2018       |
| 62   | "Cầu thủ vĩ đại nhất" "Saikō no senshu desu" (最高の選手です)                                    | 28 tháng 3 năm 2015  | 14 tháng 2 năm 2018       |
| 63   | "Bầu trời xanh" "Aoi sora no hi" (青い空の日)                                                    | 4 tháng 4 năm 2015   | 15 tháng 2 năm 2018       |
| 64   | "Xin lỗi" "...Waryi" (...ワリィ)                                                                 | 11 tháng 4 năm 2015  | 16 tháng 2 năm 2018       |
| 65   | "Chúng ta không còn như trước nữa" "Watashitachiha, mohaya" (私たちは、もはや)                   | 18 tháng 4 năm 2015  | 19 tháng 2 năm 2018       |
| 66   | "Chiến thắng là gì?" "Shōritte nan desu ka?" (勝利ってなんですか？)                              | 25 tháng 4 năm 2015  | 20 tháng 2 năm 2018       |
| 67   | "Lần tranh bóng cuối cùng" "Fainaru tippu ofu" (ファイナル ティップ オフ)                        | 2 tháng 5 năm 2015   | 21 tháng 2 năm 2018       |
| 68   | "Không phải vậy là tốt nhất sao?" "Saikō ja ne no?" (最高じゃねーの？)                           | 9 tháng 5 năm 2015   | 22 tháng 2 năm 2018       |
| 69   | "Phép màu không xảy ra" "Kiseki wa okinai" (奇跡は起きない)                                      | 16 tháng 5 năm 2015  | 23 tháng 2 năm 2018       |
| 70   | "Trọng lượng của sự quyết tâm" "Kakugo no omo-sa" (覚悟の重さ)                                   | 23 tháng 5 năm 2015  | 26 tháng 2 năm 2018       |
| 71   | "Tôi đang tuyệt vọng" "Kore demo hisshida yo" (これでも必死だよ)                                 | 30 tháng 5 năm 2015  | 27 tháng 2 năm 2018       |
| 72   | "Để tôi cảnh báo cậu" "Chūkokuda" (忠告だ)                                                       | 6 tháng 6 năm 2015   | 28 tháng 2 năm 2018       |
| 73   | "Tại sao cậu không từ bỏ?" "Akiramemasen ka" (諦めませんか)                                      | 13 tháng 6 năm 2015  | 1 tháng 3 năm 2018        |
| 74   | "Chính là cậu" "Omaedattan janē ka" (お前だったんじゃねーか)                                     | 20 tháng 6 năm 2015  | 2 tháng 3 năm 2018        |
| 75   | "Lần nữa và lần nữa" "Nandodemo" (何度でも)                                                      | 30 tháng 6 năm 2015  | 5 tháng 3 năm 2018        |
| 75.5 | "Món quà lớn nhất" "Saikō no purezentodesu" (最高のプレゼントです)                               | 24 tháng 12 năm 2015 | 6 tháng 3 năm 2018        |